# Chen Chunxia
Chen Chunxia (Chinês: 陈春霞; pinyin: Chénchūnxiá; Shanxi, 9 de fevereiro de 1992) é uma voleibolista de praia chinesa.

## Carreira
Em 2010 formava dupla com Lv Yuanyuan na edição do Campeonato Mundial de Vôlei de Praia Sub-19 de 2010 em Porto finalizando na vigésima nona posiçãoe depois ao lado de Ma Yuanyuan disputou o Campeonato Mundial de Vôlei de Praia Sub-21 de 2010, realizado em Alanya, quando terminaram na vigésima quinta colocação.

Em 2012 competiu com Anna Hu na edição dos Jogos Asiáticos de Praia em Haiyang e conquistaram a medalha de prata.No Circuito Mundial de 2013 atuou ao lado de Zhaochen Wei no Aberto de Fuzhou terminando na quadragésima primeira posição, melhorando neste mesmo local de posição em 2015 finalizando com esta mesma parceira na trigésima terceira posição e repetindo o quadragésimo primeiro lugar no Aberto de 	Xiamen.Na edição do Circuito Mundial de 2016 terminou nestes dois abertos na vigésima quinta posição ao lado de Ningya Tang sendo os melhores resultados na temporada.
No Circuito Mundial de 2018 compete com Lv Yuanyuan e passa a competir a partir de 2019 com Zhu Lingdi e terminaram na terceira posição no segundo torneio duas estrelas realizado em Zhongwei.

## Títulos e resultados
- II Torneio 2* de Zhongwei do Circuito Mundial de Vôlei de Praia:2019